# Edgars Bertuks
Edgars Bertuks (* 1. ledna 1985 Alūksne, Lotyšsko) je lotyšský reprezentant a mistr světa v orientačním běhu. Největší úspěch kariéry zaznamenal na mistrovství světa 2012, kde se velmi překvapivě stal mistrem světa na krátké trati. V závodě porazil o pět vteřin ruského závodníka Valentina Novikova. Na tomto mistrovství získal také bronzovou medaili z longu, kterou dokázal obhájit i na následujícím mistrovství světa ve Finsku. V současnosti běhá za lotyšský klub OK Alūksne a finský Turun Metsänkävjät.

## Život
Vystudoval Technickou univerzitu v Rize, kde získal bakalářský titul v oboru chemického inženýrství. Předtím, než se v roce 2011 stal profesionálním orientačním běžcem, pracoval pro společnost Siemens Healthcare. V roce 2012 si vzal orientační běžkyni Kristīni Bertuku. V roce 2017 založil vlastní firmu se sportovním oblečením pod značkou True Story.

## Sportovní kariéra
| Přehled úspěchů na Mistrovství světa | Přehled úspěchů na Mistrovství světa | Přehled úspěchů na Mistrovství světa | Přehled úspěchů na Mistrovství světa | Přehled úspěchů na Mistrovství světa |
| Mistrovství světa                    | Sprint                               | Middle                               | Long                                 | Štafety                              |
| ------------------------------------ | ------------------------------------ | ------------------------------------ | ------------------------------------ | ------------------------------------ |
| Århus 2006                           | 41. místo                            | 41. místo                            | Q11. místo                           | 7. místo                             |
| Kyjev 2007                           | 40. místo                            | 16. místo                            | DSQ                                  | 17. místo                            |
| Olomouc 2008                         | X                                    | 9. místo                             | 33. místo                            | 5. místo                             |
| Miskolc 2009                         | X                                    | 20. místo                            | Q19. místo                           | 4. místo                             |
| Trondheim 2010                       | Q18. místo                           | Q23. místo                           | 33. místo                            | 11. místo                            |
| Savojsko 2011                        | X                                    | 40. místo                            | 31. místo                            | 11. místo                            |
| Lausanne 2012                        | X                                    | 1. místo                             | 3. místo                             | 7. místo                             |
| Vuokatti 2013                        | X                                    | 8. místo                             | 3. místo                             | 12. místo                            |
| Trentino 2014                        | X                                    | 57. místo                            | DSQ                                  | 21. místo                            |
| Inverness 2015                       | X                                    | 15. místo                            | 27. místo                            | 12. místo                            |
| Strömstad 2016                       | X                                    | 26. místo                            | 24. místo                            | 7. místo                             |
| Tartu 2017                           | X                                    | X                                    | X                                    | 7. místo                             |
| Riga 2018                            | X                                    | 25. místo                            | 42. místo                            | 8. místo                             |

| Přehled úspěchů na Mistrovství Evropy | Přehled úspěchů na Mistrovství Evropy | Přehled úspěchů na Mistrovství Evropy | Přehled úspěchů na Mistrovství Evropy | Přehled úspěchů na Mistrovství Evropy |
| Mistrovství Evropy                    | Sprint                                | Middle                                | Long                                  | Štafety                               |
| ------------------------------------- | ------------------------------------- | ------------------------------------- | ------------------------------------- | ------------------------------------- |
| Otepää 2006                           | 49. místo                             | B2. místo                             | DSQ                                   | 10. místo                             |
| Ventspils 2008                        | X                                     | X                                     | 7. místo                              | 9. místo                              |
| Primorsko 2010                        | 36. místo                             | 17. místo                             | X                                     | 13. místo                             |
| Falun 2012                            | X                                     | 28. místo                             | 23. místo                             | 6. místo                              |
| Palmela 2014                          | X                                     | 5. místo                              | 10. místo                             | 7. místo                              |
| Jeseník 2016                          | X                                     | 29. místo                             | X                                     | 10. místo                             |

| Přehled úspěchů na Mistrovství světa juniorů | Přehled úspěchů na Mistrovství světa juniorů | Přehled úspěchů na Mistrovství světa juniorů | Přehled úspěchů na Mistrovství světa juniorů | Přehled úspěchů na Mistrovství světa juniorů |
| Mistrovství světa juniorů                    | Sprint                                       | Middle                                       | Long                                         | Štafety                                      |
| -------------------------------------------- | -------------------------------------------- | -------------------------------------------- | -------------------------------------------- | -------------------------------------------- |
| Polva 2003                                   | X                                            | 50. místo                                    | 17. místo                                    | 16. místo                                    |
| Gdaňsk 2004                                  | X                                            | X                                            | 57. místo                                    | 4. místo                                     |
| Tenero 2005                                  | X                                            | X                                            | 60. místo                                    | 6. místo                                     |